# Tor Marius Gromstad
Tor Marius Gromstad (* 8. Juli 1989 in Arendal; † 12. Mai 2012 in Oslo) war ein norwegischer Fußballspieler. Der Innenverteidiger spielte für Stabæk Fotball in der Tippeligaen. Für den Verein bestritt er nach seinem Debüt im Sommer 2008 36 Erstligaspiele, bei denen er ohne Torerfolg blieb.

## Werdegang
Gromstad begann seine Karriere in seinem Heimatort beim örtlichen Klub FK Arendal, mit dessen Jugendmannschaft er 2005 die südnorwegische Nachwuchsmeisterschaft gewann. Dort machte der Abwehr- und Mittelfeldspieler Anfang 2007 auf sich aufmerksam. Nachdem er ein erstes Angebot des Erstligisten Stabæk Fotball trotz angebotener Aufnahme ins Sportgymnasium abgelehnt hatte, um sich in seinem Heimatort auf die schulische Laufbahn zu konzentrieren, flog er mit der Mannschaft des Klubs im Februar des Jahres ins Trainingslager ins spanische La Manga del Mar Menor. Im selben Jahr wechselte er den Klub, war aber zunächst nur in der Jugend von Stabæk Fotball aktiv.
Am 21. Juli 2008 debütierte Gromstad beim 5:1-Erfolg über Fredrikstad FK als Einwechselspieler für Mike Kjølø, insgesamt trug er mit drei Kurzeinsätzen in der Spielzeit 2008 zum Gewinn des Meistertitels bei. Zunächst weiterhin hauptsächlich Ergänzungsspieler, stand er in der Spielzeit 2010 aber auch zeitweise an der Seite von Veigar Páll Gunnarsson, Espen Hoff und Henning Hauger in der Startformation. Im letzten Drittel der Spielzeit 2011 avancierte er unter dem schwedischen Trainer Jörgen Lennartsson zum Stammspieler. Auch dessen Nachfolger Petter Belsvik setzte auf ihn, zu Beginn der folgenden Spielzeit bildete er gemeinsam mit Sean Cunningham in sechs der ersten acht Saisonspielen das Innenverteidigerduo.
Am 13. Mai 2012 wurde Gromstad als vermisst gemeldet, nachdem er zuletzt am Vortag gesehen worden war, und sein Klub wandte sich an die Öffentlichkeit mit Bitte um Unterstützung bei der Suche. Am Morgen des folgenden Tages wurde er auf einer Baustelle in Oslo tot aufgefunden.